# 奧列什科維奇
50°55′59″N 25°23′24″E / 50.93306°N 25.39000°E
奧列什科維奇（烏克蘭語：Олешковичі），是烏克蘭的村落，位於該國西部沃倫州，由盧茨克區負責管轄，始建於1570年，面積5.01平方公里，海拔高度179米，2001年人口86，人口密度每平方公里17人。